# Виталије Равенски
Свети Виталије Равенски, Виталије Милански је ранохришћански мученик (вероватно 1. век), светитељ чувене равенске цркве Сан Витале. 

## Живот
Као и о већини ранохришћанских мученика, о Виталију се зна врло мало, и штавише, из извора који датирају не раније од 4. века. Жена му је била мученица Валерија, а деца мученици Гервасије и Протасије. Виталије је, као млад, био богат грађанин Медиолана. У Филиповом памфлету, пронађеном са телима двоје деце на миланском гробљу Светог Амвросија 396. године, стоји да је био војник. Према овом документу, Витали је пратио судију Паолина на путовању од Милана до Равене. У Равени је судија мучио и одрубио главу лекару Урсицину, који је признао да је хришћанин. Виталије је тада пришао лекару и помогао му да се суочи са мучењем и смрћу, отворено га позивајући да буде чврст у подношењу муке. Организовао је и његову сахрану. Отворено се изјаснио као хришћанин. Због тога је био мучен, а затим жив сахрањен (прекривен камењем). Време Виталијевог мучеништва различити истраживачи позивају на прогоне хришћана цара Нерона или Марка Аурелија.
Неки извори тврде да би он могао бити лик у фиктивном делу који се погрешно сматра историјским. Такође је могуће да су свети Виталије Милански и свети Виталије Болоњски (чије је тело прво донето у Милано, а затим у Болоњу) иста особа. Али остаје чињеница да је базилика светог Виталија, освећена 548. године, била посвећена не само овом светитељу, већ и двојици његових синова – Гервасију и Протасију; у истој базилици бочни олтар је посвећен светом Урсицину. У базилици светог Аполинарија Равенског, у мозаицима бр. 11-13 десног зида (поворка мученика) приказани су Виталије и његова два сина, а у мозаицима левог зида (поворка мученика) његова супруга Валерија.
Православна црква празнује светог Виталија  23. јула (5. августа). 